# Herb prowincji Järva

Herb prowincji Järva

Herb prowincji Järva przedstawia na tarczy w polu błękitnym srebrny zamek z wysoką blankowaną wieżą, nad srebrnymi falami.
Herb przyjęty został 5 lutego 1937 roku. Nawiązuje do zamku Kawalerów Mieczowych Weissenstein (Biały Kamień) i stojącej obok niego 30 metrowej wieży zwanej obecnie Rampart (pierwotnie Długi Herman lub Vallitori) w stolicy prowincji Paide.
Fale to jeziora i rzeki prowincji (której nazwa znaczy "Teren Jezior").